# Samsung Heavy Industries
Samsung Heavy Industries (SHI) é uma empresa da  coreana com sede na cidade de Seul. A empresa, fundada em 1974, é uma subsidiária do conglomerado sul-coreano Samsung e é um dos maiores estaleiros sul-coreanos. É também uma fabricante de turbinas eólicas. As ações da empresa são negociadas na Korea Exchange.

## História

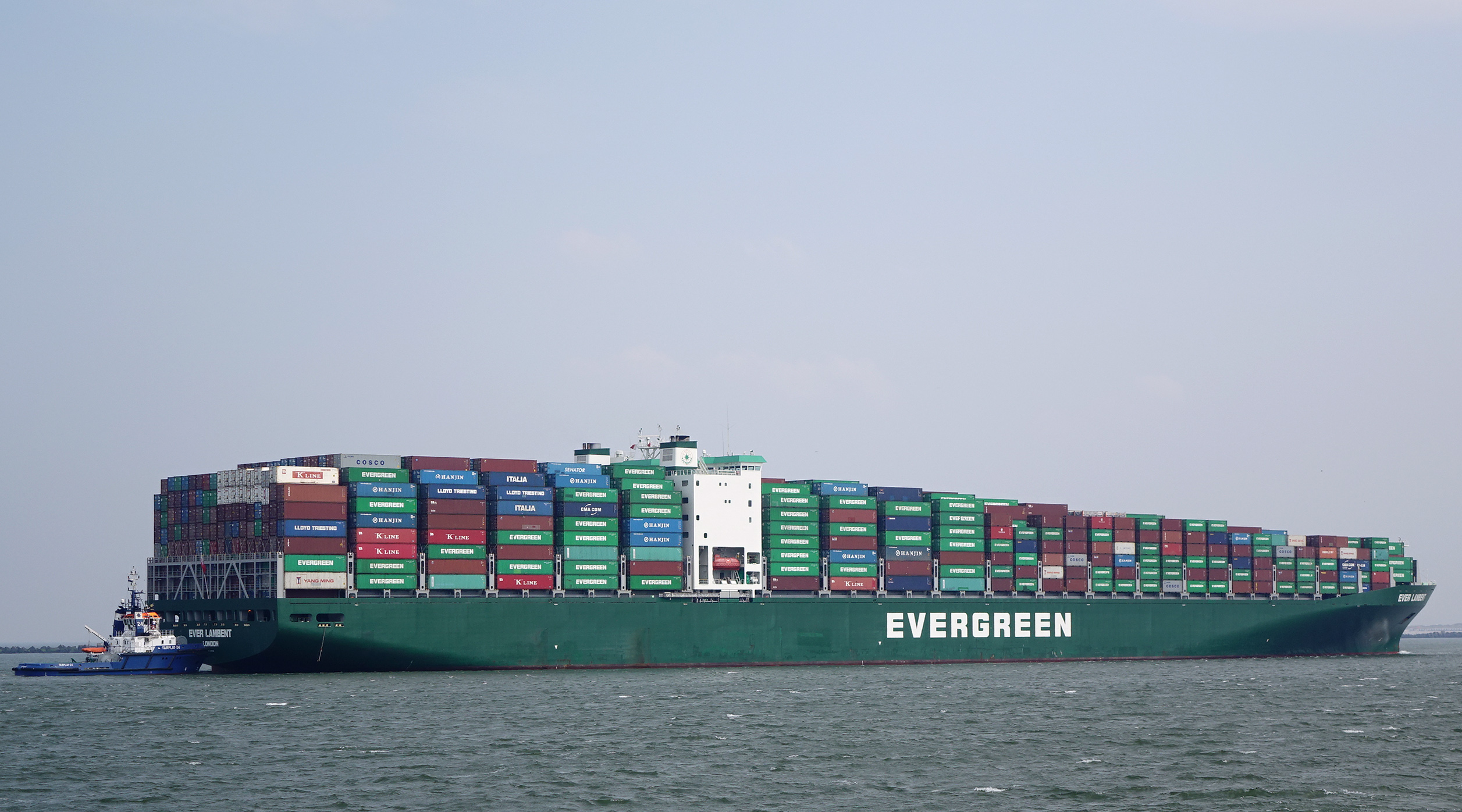
Ever Lambert navio porta-container da empresa de navegação Evergreen Marine contsruído em Geoje

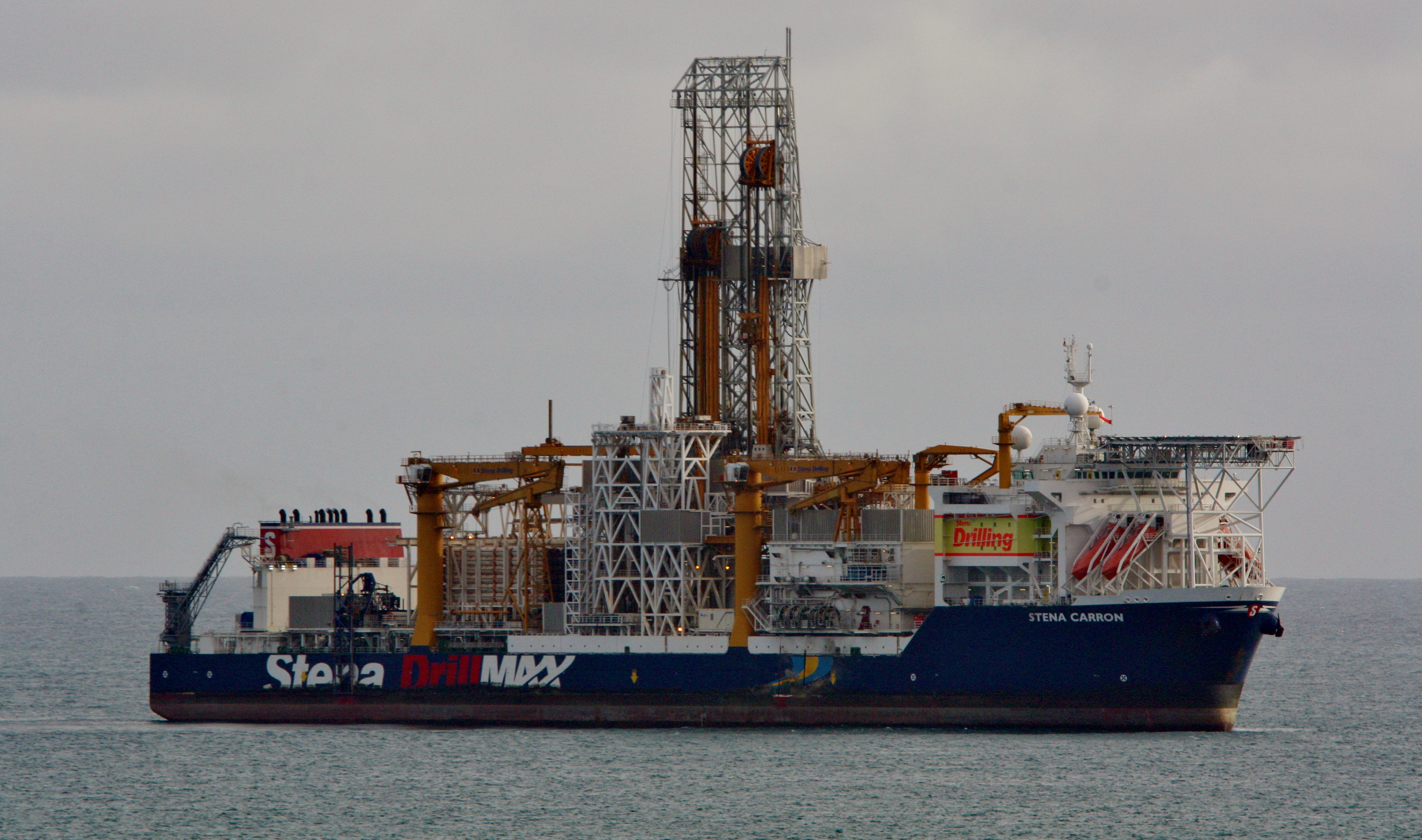
Stena Carron, navio para extração de petróleo

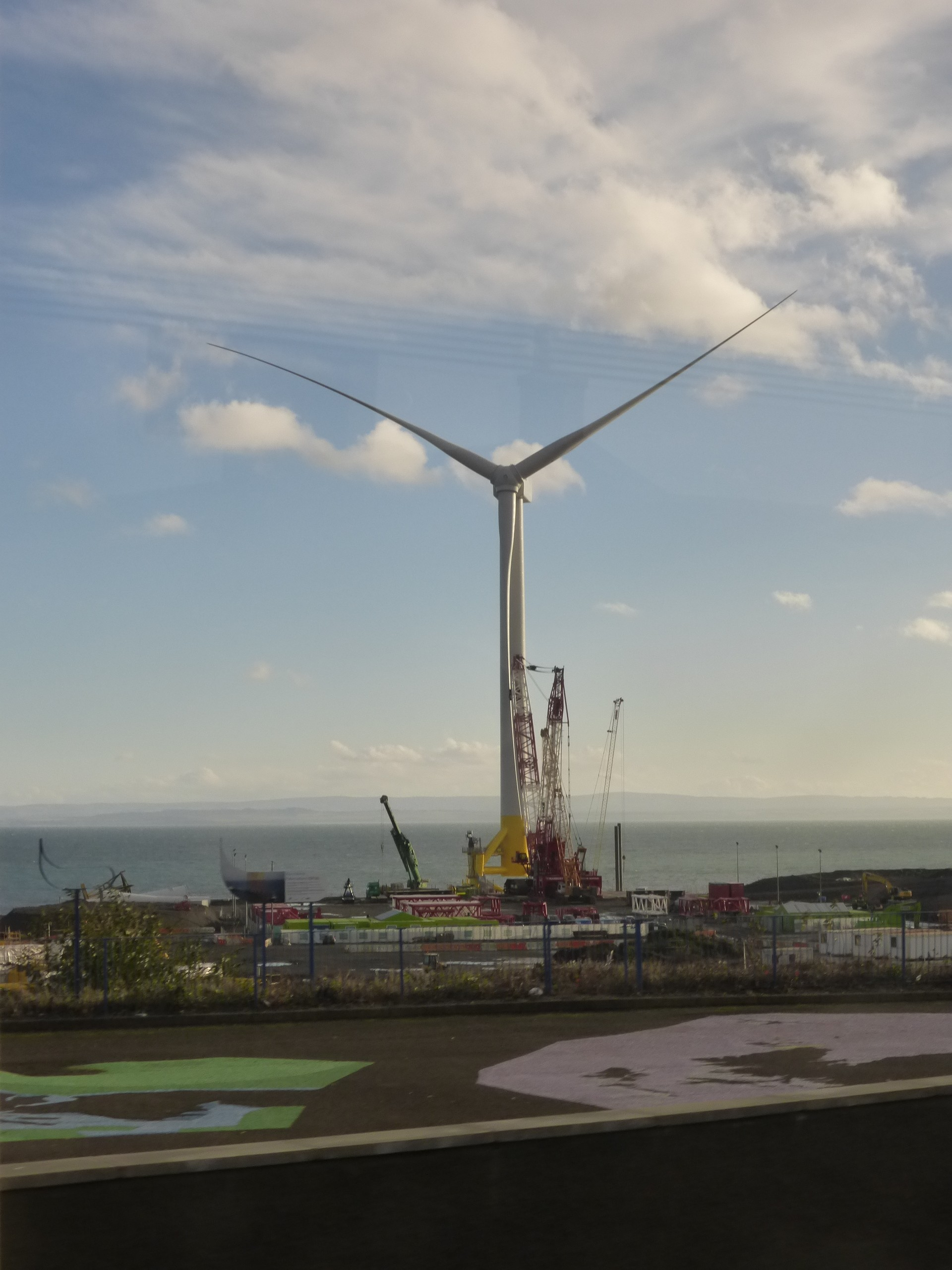
SHI S7.0-171 protótipo de turbina eólica instalada em Methil

A Samsung Heavy Industries foi fundada em 1974, quando a fábrica da empresa em Changwon foi inaugurada. A SHI adquiriu na sequência a Woojin, seguida pela construção dos estaleiros de Geoje e pela fusão com a Daesung Heavy Industries.
A Samsung Shipbuilding e a Daesung Heavy Industries foram fundidas em 1983, adotando o nome atual da empresa. Desde então, tem se empenhado na introdução de novas tecnologias e desenvolvimento de produtos, ao mesmo tempo que expande a área de negócios na produção de equipamentos pesados e construção.
A Samsung Heavy Industries opera três plantas industriais na Coréia do Sul, Geoje Shipyard, Pangyo R&D Center e Daeduk R&D Center além de duas outras unidades no exterior.

## Estaleiro
A empresa constrói navios de carga e passageiros além de navios especializados para a exploração de petróleo. É a maior empresa do mercado mundial da construção naval.
A SHI opera instalações de produção no país e no exterior, incluindo fábricas de estruturas para navios em Ningbo e Rongcheng, na China. O Estaleiro de Geoje é o maior estaleiro da SHI na Coréia do Sul, o maior de seus três diques-secos, a doca nº 3, tem 640 metros de comprimento, 97,5 metros de largura e 13 metros de profundidade.
O navio-residência Utopia é um projeto em andamento para a construção de um luxuoso transatlântico residencial orçado em  US $ 1,1 bilhão..

## Produção de veículos
A partir do final dos anos 1980, a SHI produziu empilhadeiras e equipamentos pesados, principalmente escavadeiras nas instalações de Changwon. A produção de empilhadeiras foi iniciada em 1986 através de uma parceria com a Clark Material Handling Company
A fabricação de equipamentos pesados começou após a aquisição da divisão de equipamentos de construção da Korea's Heavy Industries and Construction em 1983. A produção de caminhões foi adicionada a linha de produtos em maio de 1993. A empresa também montou protótipos de carros elétricos. O negócio de produção de caminhões deu origem a Samsung Commercial Vehicles uma nova empresa criada em 1996.] Os setores de fabricação de empilhadeiras e equipamentos pesados foram vendidos em 1998.

## Fabricação de turbinas eólicas
Samsung Heavy Industries produz turbinas eólicas, incluindo a turbina S7.0-171, que em 2013 era a maior turbina eólica do mundo.